# Kingsbury Hall
El Kingsbury Hall es un centro para las artes escénicas que se encuentra en el campus de la Universidad de Utah en Salt Lake City, Utah, Estados Unidos. Fue diseñado por Edward O. Anderson y Lorenzo Snow Young y construido en 1930. Recibe el nombre de Joseph T. Kingsbury, expresidente de la Universidad. Muchas de las organizaciones de artes escénicas de Utah comenzaron en la este centro incluyendo el Ballet West y la Ópera de Utah.